# San Girolamo nello studio (Antonello da Messina)
San Girolamo nello studio è un dipinto olio su tavola di tiglio (45,7x36,2 cm) di Antonello da Messina, databile al 1474-1475 circa e conservato nella National Gallery di Londra.

## Storia
Il dipinto si trova menzionato per la prima volta, nel 1529, dallo studioso d'arte veneziano Marcantonio Michiel, in una collezione veneziana di Antonio Pasqualino, come opera incertamente attribuita ad Antonello, o a Jan van Eyck, o a Hans Memling. I primi ad attribuire l'opera con certezza ad Antonello da Messina sono i critici d'arte Giovan Battista Cavalcaselle e Joseph Archer Crowe, i quali stavano compilando un catalogo sui primi pittori fiamminghi (Early Flemish Painters, 1856). Si è ritenuto a lungo trattarsi di un'opera eseguita durante i primi tempi del soggiorno veneziano di Antonello, ma molto probabilmente si tratta di un'opera dimostrativa, da mostrare ai committenti veneziani. Un dipinto, di Jan Van Eyck, con lo stesso soggetto, fu probabilmente visto dall'autore a Napoli, dove l'opera è documentata nel 1456.
Pervenne al museo londinese per acquisto nel 1894.

## Descrizione e stile

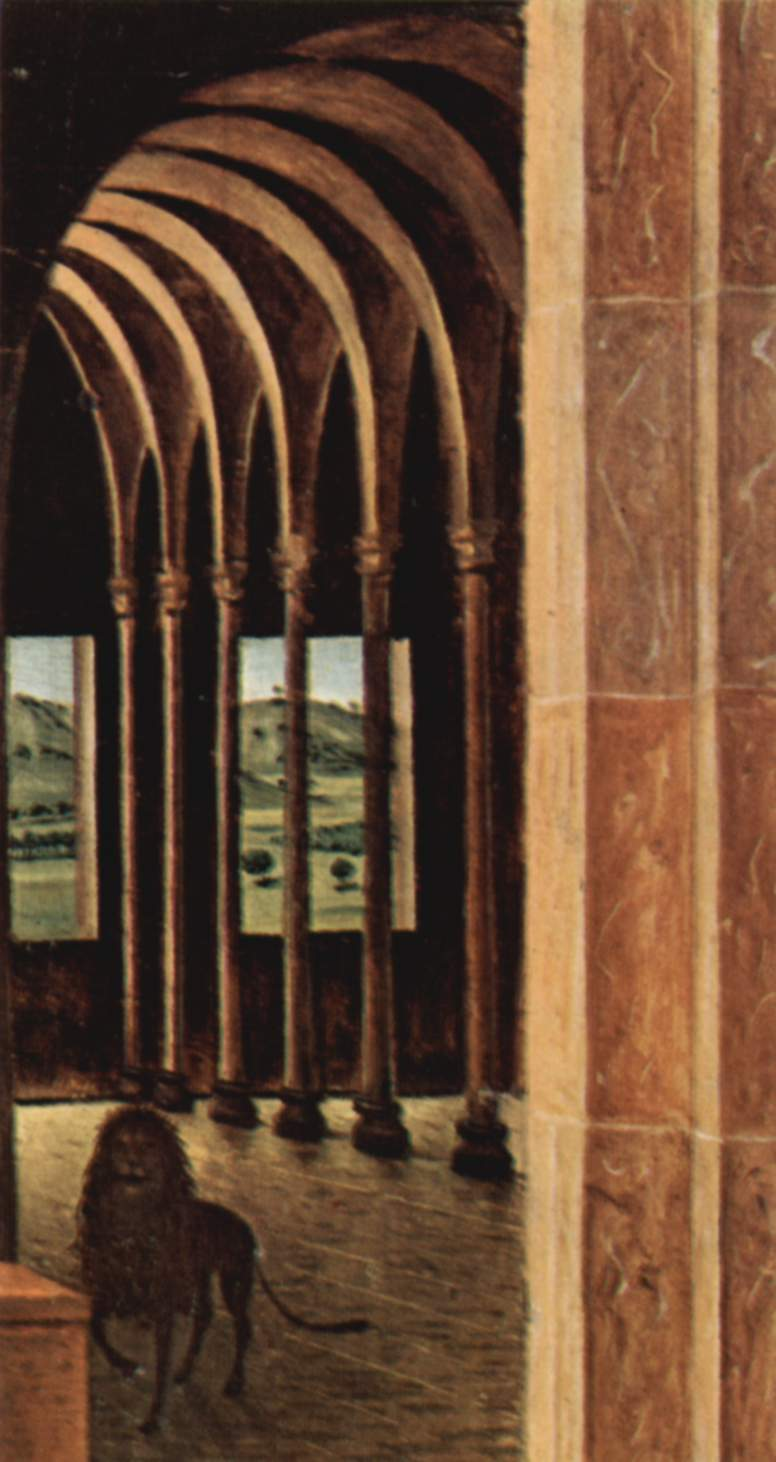
Dettaglio

Una grande finestra ad arco di stile catalano si apre sullo studio di san Girolamo, il padre della Chiesa che tradusse la Bibbia nel latino della Vulgata è intento alla lettura come un dotto umanista. Lo studio è composto da una specie di vano rialzato di tre gradini, immerso in un'ampia costruzione gotica con un portico rinascimentale a destra. Straordinariamente complesso è l'uso della luce, che proviene, secondo la maniera fiamminga, da più fonti: innanzitutto l'arco centrale, da dove entrano raggi che seguono le direttrici prospettiche e che dirigono lo sguardo dello spettatore su san Girolamo, in particolare verso le sue mani e il libro, dando al santo una particolare imponenza; poi da una serie di aperture sulla parete di fondo, in particolare due finestre nella metà inferiore, che rischiarano rispettivamente un vano a sinistra e il portico a destra (dove si aggira in controluce il leone, fedele amico di Girolamo), e tre bifore polilobate nella parte superiore, che illuminano le volte. Nonostante la complessità, la luce riesce a produrre un effetto unitario, che lega le diverse parti della tavola, grazie anche alla salda costruzione prospettica. Anche la ricchezza dei dettagli rimanda ai modi fiamminghi, con l'attenta descrizione dei singoli oggetti e del loro "lustro" specifico, cioè del modo in cui ciascuna superficie rifrange la luce.
La presenza della cornice esterna è un espediente compositivo, presente nell'arte fiamminga ma citato anche da Leon Battista Alberti, per oggettivare lo spazio della rappresentazione, allontanandolo e distinguendolo dallo spettatore. La "cellula" dello scrittoio appare perfettamente organizzata, con i suoi arredi, gli scaffali e altri oggetti minuti, come i vasi in maiolica per le erbe aromatiche. I libri aperti sulle mensole sembrano disposti così per misurare la profondità della rientranza. Il pavimento a piastrelle geometriche appare come un autentico tour de force prospettico, perfetto nella definizione geometrica e nei giochi di luce ed ombra che variano a seconda della fonte di illuminazione.
Molti dei dettagli rappresentati nel dipinto da Antonello hanno una valenza simbolica. I due spazi divisi dal portale, l'esterno e l'interno, segnano due livelli di conoscenza, rispettivamente materiale e spirituale. A sottolineare la sacralità del luogo Girolamo si è tolto le pantofole (lasciate ai piedi della scaletta) e, attraverso la lettura, si avvicina alla sapienza e alla saggezza; ai suoi piedi si notano una pianta di bosso, simbolo di perseveranza e vita eterna, e una di geranio, che allude all'amore, mentre il gatto, simbolo del peccato e del male, gli volge le spalle e sta in ombra. Sulla soglia del portale vi sono un pavone, una coturnice e un bacile da barbiere: il pavone è segno di immortalità, ma la coda è chiusa perché la Vita Eterna deve essere conquistata; la coturnice allude all'azione redentrice di Gesù, il bacile alla Passione.
Sulla panca a destra è posato il galero, il cappello da cardinale.

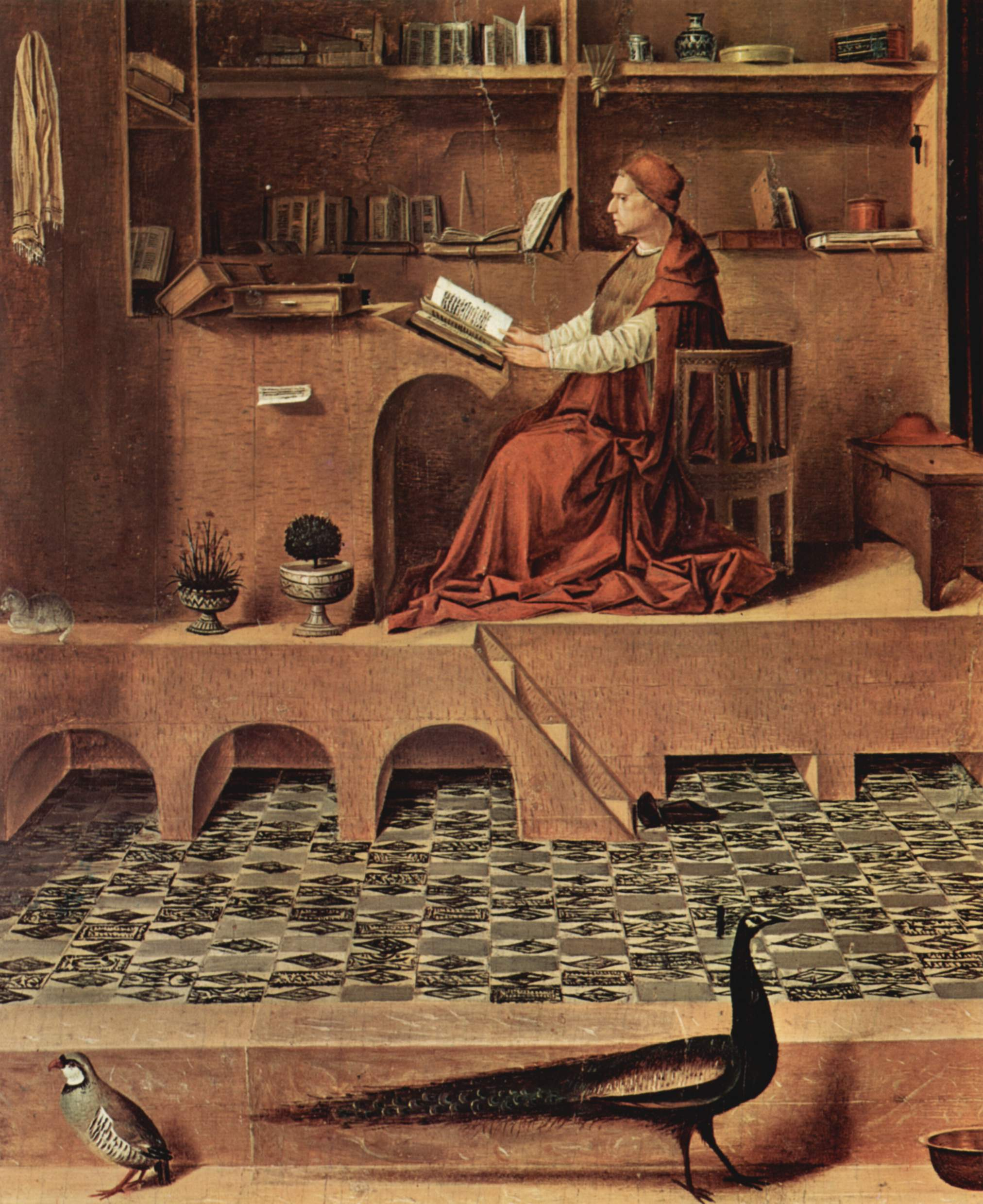
Dettaglio

Nonostante le piccole dimensioni, il dipinto assume un effetto monumentale grazie allo scandirsi dell'architettura catalana, che gioca con pieni e vuoti, e alla luce che colpisce il soggetto e che si infiltra dalle finestre sullo sfondo, facendo intravedere un paesaggio curato minuziosamente. La prospettiva centrale fa convergere lo sguardo direttamente sulla figura del Santo, per poi allontanarsi man mano seguendo i dettagli dello studio. Sintesi di prospettiva e luce, il San Girolamo nello studio, è probabilmente l'opera che Antonello porta come “saggio di pittura” per il suo soggiorno veneziano (1475-1476), da mostrare come testimonianza alle future committenze.
Il medico messinese Carmelo Micalizzi, studioso per diletto, analizzando una stampa riproducente il quadretto, e osservandola specularmente e con ingrandimento, ha ritenuto di individuare, nel fine disegno di alcune mattonelle del pavimento, la firma, la data e il luogo di realizzazione dell'opera: ANTN,  XI 1474, MISSI.  Secondo Micalizzi, il pittore avrebbe celato il suo nome, Antonello, la data, novembre 1474, la città di Messina.